# دوغلاس بي فراي
دوغلاس بي فراي (بالإنجليزية: Douglas P. Fry)‏ هو عالم إنسان أمريكي، ولد في 20 سبتمبر 1953.

## وصلات خارجية
- دوغلاس بي فراي على موقع IMDb (الإنجليزية)